# مرغابی سرسبز
مرغابی سَرسَبز، اردک سرسبز، سرسبز یا کلّه‌سبز (به انگلیسی: Mallard) (نام علمی: Anas platyrhynchos) پرنده‌ای از سردهٔ مرغابی‌ها و گروه مرغابیان پهنه‌چین است. اکثر نژادهای اردک‌های اهلی از انواع این اردک هستند. مرغابی سرسبز در بسیاری از نقاط دنیا به عنوان پرنده مهاجر و پرنده مقیم حضور دارد. این پرنده در مناطق تالابی، نیزارها، سواحل دریا و مصب رودخانه‌ها به سر برده و روی زمین، لابلای علفها یا در میان درختان آشیانه می‌سازد.
پرنده ماده قهوه‌ای یا کرم رنگ است. جثه آن‌ها بزرگتر از سایر اردک‌های ماده است و جز به هنگام خطر در آب فرونمی‌رود. در فصل بهار به هنگام جفت‌گیری چند نر یک ماده را احاطه کرده و بینشان برسرماده جنگ درمی‌گیرد. ماده‌ها می‌توانند در یک دوره تخم‌گذاری تا ۱۵ تخم بگذارند. غریزه مادری درماده‌ها بسیار قوی است و برخلاف نرها همواره با جوجه‌های خویش به آب می‌روند و به هنگام خطر بال‌ها را به شدت به هم می‌کوبند. پرنده نر وقتی تغییر رنگ می‌دهد و به شکل ماده در می‌آید دیگر قدرت پرواز ندارد. به‌طور کلی کله سبزها را نمی‌توان از اردک‌های غواص دانست. آن‌ها تنها به هنگام خطر سر در آب فرو می‌برند. غذای اصلی آن‌ها گیاهان آبزی، لارو، حلزون و بچه ماهی می‌باشد. محدوده زیست این اردک در نواحی شمالی شوروی، سیبری کامچاتکا، شمال ژاپن، آفریقای شمالی و شمال ایران و حتی آمریکای شمالی می‌باشد.
مرغابی سرسبز برخلاف دیگر پرندگان آبزی نه تنها از تغییرات انسان بر روی کره زمین متضرر نشده بلکه شاید منفعت هم برده است. این پرنده سازگاری بسیار بالایی دارد و می‌تواند به خوبی در مناطق شهری زندگی کند. نقاطی که قبل از آن شاید محل زندگی انواع دیگر پرندگان آبزی بوده‌اند. از طرف دیگر رهاسازی یا فرار اردک‌های اهلی در مناطقی که بومی آن نیستند گهگاه موجب بروز مشکلاتی شده است. این پرندگان رمیده با مرغابی‌های بومی آمیخته و جوجه‌های باروری را تولید می‌کنند. این جانور قادر است با ۶۳ گونه دیگر دورگه بدهد و این خطری برای تمامیت ژنتیکی همهٔ آنهاست. آسیب‌های ژنتیکی ناشی از دورگه‌دهی تهدید بزرگی برای پرندگان بومی محسوب می‌شود. ادامه این روند می‌تواند انقراض کامل بسیاری از انواع مرغابی وحشی را به همراه داشته باشد. حتی اردک‌های سرسبز وحشی نیز که نیای اکثر اردک‌های اهلی هستند بر اثر تلفیق با اردک‌های اهلی و رمیده دچار این مشکل شده‌اند چراکه مخزن ژنتیکی آن‌ها که برای زندگی در حیات وحش فرگشت یافته با مخزن ژنی جانوران اهلی که توسط انسان انتخاب مصنوعی شده‌اند تلفیق شده است.
به همین دلایل مرغابی سرسبز از سوی اتحادیه جهانی حفاظت طبیعت در فهرست «صد گونه مهاجم دنیا» قرار گرفته است. در بسیاری نقاط دنیا افزایش شهرنشینی به گسترش قلمرو اردک‌های سرسبز و دورگه‌شدن خویشاوندان نزدیک آن‌ها منجر شده و روند گونه‌زایی را در مسیر معکوس قرار داده است. این موضوع نگرانی‌های جدی در مورد خویشاوندان نزدیک اردک سرسبز به ویژه مرغابی هاوایی، زیرگونه بومی اقیانوسیه مرغابی سیاه، مرغابی سیاه آمریکایی، مرغابی خال‌دار، مرغابی منقار زرد و مرغابی مکزیکی به همراه داشته است؛ و در مورد مرغابی‌های مکزیکی حتی وضعیتی را ایجاد کرده که شاید دیگر نتوان آن را یک گونه مستقل محسوب کرد و در نتیجه تحقیقات و سرمایه‌گذاری حفاظتی برای آن توجیهی ندارد.

## در ایران
در ایران در زمستان‌ها به وفور دیده می‌شود و از پرشمارترین پرنده‌های آبزی است. اما تعداد پرنده‌های مقیم که در تابستان می‌مانند و زادآوری می‌کنند اندک است و محدود به چند منطقه خاص می‌شود.
در ایران بیشتر در نواحی بندر انزلی و کلاً سواحل دریای خزر دیده می‌شوند و در نواحی دیگر ایران از جمله دریاچه ارومیه، دریاچه و رودخانه لار و دریاچه زریوار و سواحل جنوبی نیز دیده شده‌اند.

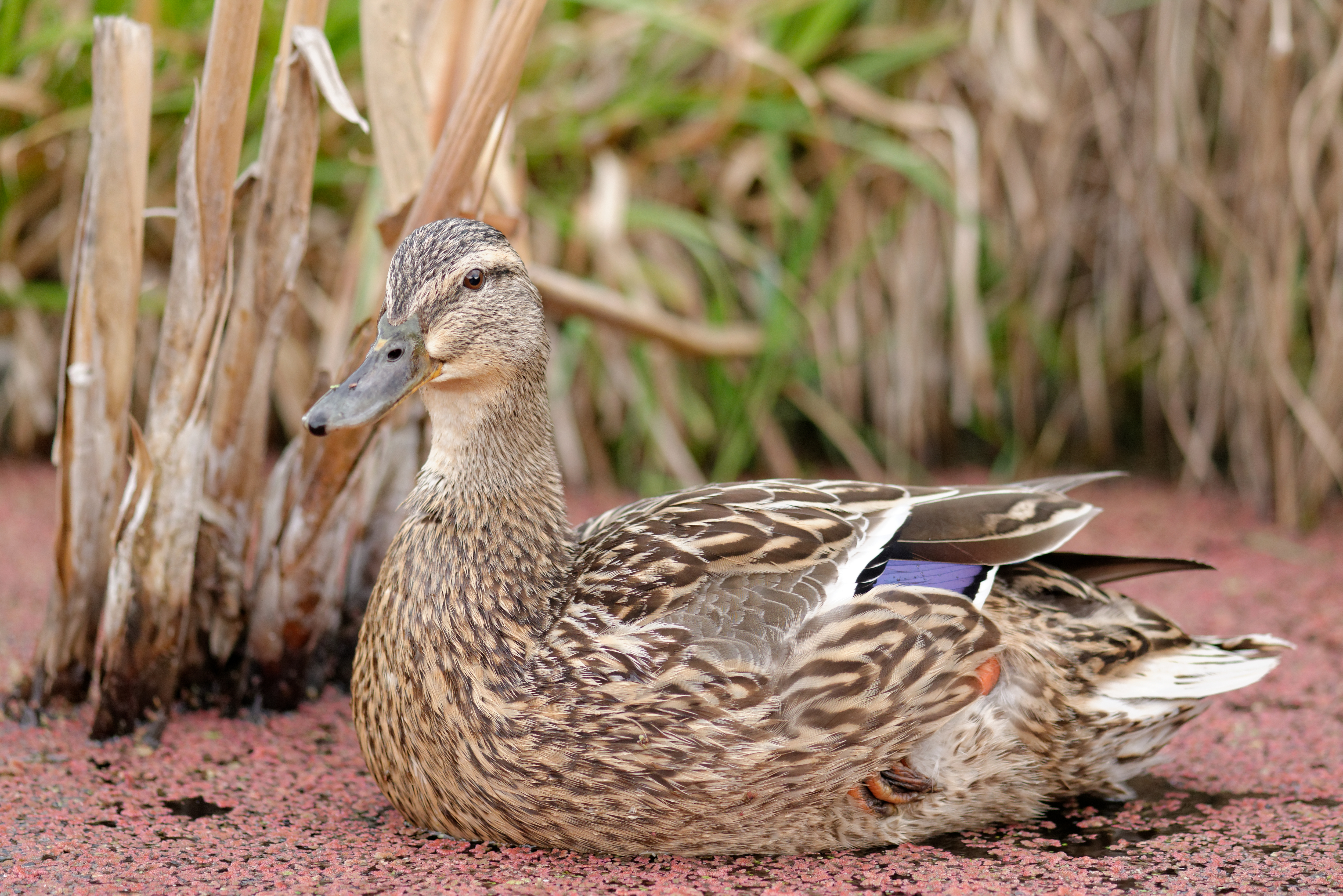
مرغابی سرسبز ماده

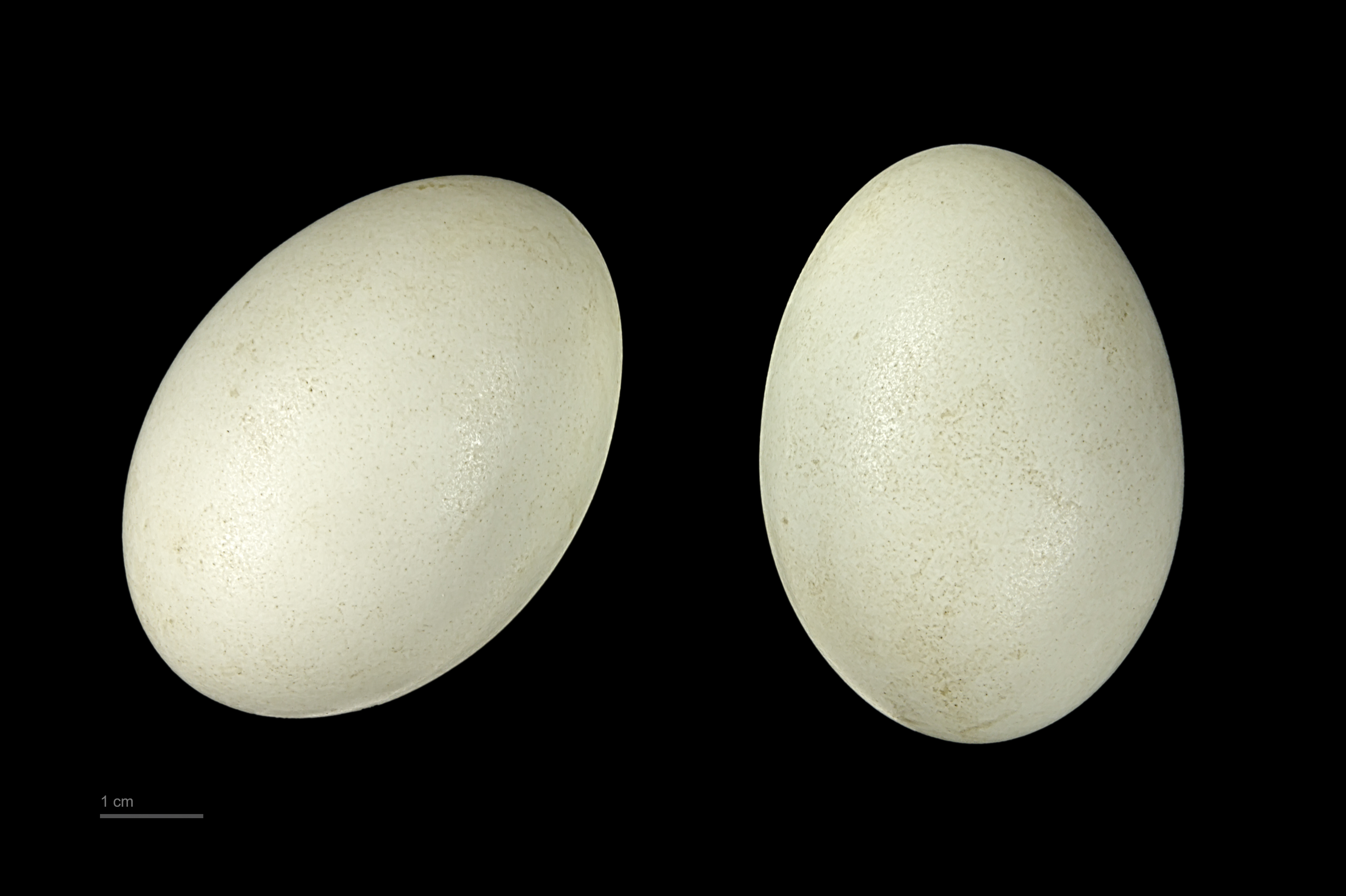
Anas platyrhynchos